# Ryan's World
Ryan's World (раніше Ryan ToysReview ) - дитячий YouTube- канал, на якому присутній Райан Каджі, якому на червень 2020 року виповнилося дев'ять років а також його мати (Loann Kaji), батько (Shion Kaji) та сестри-близнюки (Emma and Кейт).
Зазвичай канал щодня випускає нове відео. Станом на листопад 2020 року одне з відео каналу, яке називається Huge Eggs Surprise Toys Challenge, має понад 2,0 мільярда переглядів, що робить його одним із 60 найбільш перегляданих відео на YouTube. Станом на лютий 2022 року канал має понад 31 мільйонів підписників, а його відео зібрали понад 50 мільярди переглядів. Канал є одним із 100 найкращих каналів YouTube, на які найбільше підписуються користувачі YouTube .
The Verge охарактеризував канал як "змішування особистого влогу та відео, про розпакування", суміш невинних дитячих витівок та невблаганного, часто переважного споживацтва. За даними Forbes, Каджі заробив 11 мільйонів доларів між 2016 і 2017 роками і був восьмим найбільш високооплачуваним YouTuber-ром ; а у 2018 та 2019 роках він був визнаний найбільш високооплачуваним YouTube-блогером, заробивши 22 мільйони доларів та 26 мільйонів доларів відповідно за свої відео та лінійку продуктів.
Канал також пропонується іншими мовами, такими як іспанська та японська, під заголовками "Світ Раяна" та ""ライアンズ ・ワールド ".

## Історія
Каджі почав робити відеоролики на YouTube у березні 2015 року, переглянувши інші канали огляду іграшок і запитавши свою маму: "Як же я не на YouTube, коли всі інші діти там?"  Мати Каджі вирішила кинути роботу вчителя хімії в середній школі, щоб працювати на каналі YouTube повний робочий день. 
Перш ніж виходити на YouTube, родина замінила своє реальне прізвище (Гуань) на екранне прізвище Каджі.
У 2017 році батьки Каджі підписали угоду з PocketWatch, стартап-компанією для дитячих медіа, яка була заснована в 2016 році Крісом Вільямсом та Альбі Хехтом. PocketWatch займається маркетингом та товарами для каналів Райана на YouTube.  У 2018 році Ryan ToysReview у співпраці з PocketWatch та WildWorks створив додаток під назвою Tag with Ryan, нескінченну гру для дітей, для iOS та Android. У 2019 році Ryan ToysReview та PocketWatch випустили 20-серійний телевізійний серіал для дошкільнят під назвою Ryan's Mystery Playdate .  1 листопада 2019 року Outright Games випустила відеоігру під назвою Race With Ryan, гоночну гру за участю Каджі та персонажів бренду Ryan's World для PlayStation 4, Xbox One, Nintendo Switch та Microsoft Windows.
Також канал оголосив, що на Amazon Kids+ 27 листопада 2020 року відбудеться прем'єра гібридного анімаційного серіалу під назвою Super Spy Ryan.

## Вплив
Каджі вплинув на індустрію іграшок; його огляди іграшок, особливо ті, що набирають мільйони переглядів, іноді впливають на продажі іграшок. Кріс Вільямс з PocketWatch порівняв Каджі з Губкою Боб Квадратні Штани в Nickelodeon.
На ярмарку іграшок 2018 року в Нью-Йорку Каджі анонсувала лінійку іграшок, затаврованих як Ryan's World, у співпраці з PocketWatch та Bonkers Toys. Вперше іграшки були випущені виключно у Walmart 6 серпня 2018 р.
Канал Ryan's World був занесений у 2018 та 2019 роках як найбільш заробляючий канал YouTube за версією Forbes.
В описі каналу згадується, що більшість розглянутих іграшок згодом передаються на благодійність. Його мати сказала Tubefilter, що "Райан не зберігає всі отримані іграшки - ми багато віддаємо друзям та родині, а також багато на благодійність".

## Суперечка
28 серпня 2019 року компанія Truth in Advertising та Федеральна торгова комісія подали скаргу через неналежне розголошення її спонсорованих відео. "Правда в рекламі" стверджує, що "Майже 90 відсотків відеороликів Ryan ToysReview містять принаймні одну рекомендацію щодо платних продуктів, спрямовану на дошкільнят, групу, занадто молоду, щоб розрізняти рекламу та огляд". Ці реклами часто зображують нездорову їжу.

## Зовнішні посилання
- Офіційний сайт
- Ryan's World's channel on YouTube
- Помилка:ID сторінки не надано на YouTube